# Godziszów (województwo śląskie)
Godziszów (cz. Hodišov, niem. Godzischau) – wieś w Polsce, położona w województwie śląskim, w powiecie cieszyńskim, w gminie Goleszów.
W latach 1975–1998 miejscowość położona była w województwie bielskim.
Wieś leży w historycznych granicach regionu Śląska Cieszyńskiego i zamieszkana jest przez większość luterańską. Powierzchnia sołectwa wynosi 560 ha, a liczba ludności 603, co daje gęstość zaludnienia równą 107,7 os./km².

## Części wsi
| SIMC    | Nazwa       | Rodzaj    |
| ------- | ----------- | --------- |
| 0052304 | Osiny       | część wsi |
| 0052310 | Pod Chełmem | część wsi |

## Geografia
Miejscowość położona jest na północno-wschodnich stokach Chełmu (464 m n.p.m.) na Pogórzu Cieszyńskim. Od północy sąsiaduje z Kisielowem, od wschodu z Bładnicami Górnymi i Kozakowicami Dolnymi, od południa z Goleszowem, na zachodzie z Ogrodzoną.

## Historia
Założona w XIV lub XV wieku. Pierwsza wzmianka pochodzi z 1445 roku. Do końca średniowiecza pozostawała wsią książęcą w księstwie cieszyńskim. Według urbarza z 1518 roku we wsi istniał folwark.
Według austriackiego spisu ludności z 1900 w 62 budynkach w Godziszowie na obszarze 555 hektarów mieszkało 447 osób, co dawało gęstość zaludnienia równą 80,5 os./km². z tego 44 (9,8%) mieszkańców było katolikami, 398 (89%) ewangelikami, a 5 (1,1%) wyznawcami judaizmu, 432 (96,6%) było polsko-, 11 (2,5%) niemiecko-, a 4 (0,9%) czeskojęzycznymi. Do 1910 roku liczba budynków wzrosła do 66, a mieszkańców do 525, z czego 521 zameldowanych było na stałe, 59 (11,2%) było katolikami, 460 (87,6%) ewangelikami, 6 (1,1%) żydami, 506 (96,4%) polsko-, a 15 (2,9%) niemieckojęzycznymi.
Po zakończeniu I wojny światowej tereny, na których leży miejscowość – Śląsk Cieszyński stały się punktem sporu pomiędzy Polską i Czechosłowacją. W 1918 roku na bazie Straży Obywatelskiej miejscowi Polacy utworzyli lokalny oddział Milicji Polskiej Śląska Cieszyńskiego, który podlegał organizacyjnie 14 kompanii w Skoczowie.

## Religia
Na terenie wsi działalność duszpasterską prowadzi filiał Kościoła Ewangelicko-Augsburskiego.

## Komunikacja
Przez Godziszów kursują autobusy obsługujące linię na trasie Skoczów – Goleszów Centrum w dni nauki szkolnej.